# Желтогорлая иридосорния
Желтогорлая иридосорния (лат. Iridosornis analis) — вид птиц из семейства танагровых.

## Распространение
Обитают в Колумбии, Эквадоре и Перу. В Боливии до сих пор не обнаружены, хотя их наличие в этой стране вероятно. Естественной средой обитания являются субтропические или тропические влажные горные леса.

## Описание
Длина тела 15 см. Вес 20—29 г. Верхние части тела тёмно-синие, нижние тускло-синие, горло жёлтое. Клюв короткий и толстый.

## Биология
Питаются насекомыми и мелкими фруктами. Было исследовано содержимое 13 желудков. Три из них содержали только овощи, шесть — животную пищу, в остальных было смешанное содержимое.

## Охранный статус
МСОП присвоил виду охранный статус LC.